# Прапор Переходів
Прапор Переходів — офіційний символ села Переходи, Чортківського району Тернопільської області, затверджений 4 вересня 2023 року рішенням сесії Чортківської міської ради.
Автори — А. Гречило та О. Лісниченко.

## Опис
Квадратне полотнище, на чорному полі із зеленої основи з двома пагорбами обабіч виходить білий міст, над яким два жовті дуби.

## Зміст
Символи відображають назву поселення та приєднаних до нього хуторів. Пам'ятка архітектури залізничний міст уособлює Переходи і хутір Вавринів, зелене поле основи і пагорби — хутір Зелений, чорне поле і два дуби — хутір Чорний Ліс.